# Pic de Gel
El Pic de Gel és una muntanya de 2.499 metres que es troba entre els municipis d'Alt Àneu, a la comarca del Pallars Sobirà i l'Arieja a França.